# 23091 Stansill
23091 Stansill là một tiểu hành tinh vành đai chính với chu kỳ quỹ đạo là 1641.1716726 ngày (4.49 năm).
Nó được phát hiện ngày 7 tháng 12 năm 1999.